# RTS,S
RTS,S/AS01 (nome commerciale Mosquirix) è un vaccino a proteine ricombinanti contro la malaria. Nei neonati e nei bambini la sua efficacia va dal 26% al 50%.

## Descrizione
Studi precedenti hanno dimostrato che la composizione di RTS,S è sicura, ben tollerata e immunogenica e che il vaccino ha efficacia parziale sugli adulti e sui bambini, sia che abbiano già contratto la malattia che non si siano mai ammalati.
Il vaccino RTS,S è stato pensato e creato in Belgio alla fine degli anni Ottanta da un gruppo di scienziati dei laboratori della SmithKline Beecham Biologicals (oggi la GlaxoSmithKline Vaccines) ed è stato ulteriormente sviluppato grazie alla collaborazione tra questa azienda e il Walter Reed Army Institute of Research, che ha sede nel Maryland (Stati Uniti).
Approvato nel luglio 2015 dall’Agenzia europea per i medicinali, il 23 ottobre 2015 lo Strategic Advisory Group of Experts on Immunization (Gruppo Strategico di Esperti sull'Immunizzazione) e il Malaria Policy Advisory Group (Gruppo Consultivo per le Politiche sulla Malaria) dell’OMS hanno raccomandato l’attuazione di un programma pilota di vaccinazioni in Africa utilizzando RTS,S: questo progetto è stato lanciato in Malawi il 23 aprile 2019, in Ghana il 30 aprile 2019 e in Kenya il 13 settembre 2019.
Nell’ottobre 2021 l’Organizzazione Mondiale della Sanità ne ha autorizzato l'uso di massa nei bambini, rendendolo il primo vaccino autorizzato contro la malaria, nonché il primo vaccino contro un’infezione parassitaria, a ricevere questa raccomandazione.
Il vaccino sarà utilizzato nel 2024 con i bambini del Ghana, Camerun e Burkina Faso.

## Storia
La creazione di un vaccino contro la malaria ha costituito un’importante area di ricerca fin dagli anni Sessanta.
Negli anni Novanta il vaccino Spf66 è stato sperimentato in maniera estensiva all’interno delle zone endemiche, ma test clinici ne hanno dimostrato la scarsa efficacia.
Altri vaccini sperimentali che agiscono sul Plasmodium in circolo nel sangue si sono rivelati inefficaci, se utilizzati da soli. Tra i numerosi vaccini in fase di sviluppo che bersagliano la malattia nel suo stadio pre-eritrocitario, nel 2006 RTS,S era stato dichiarato il più promettente.

### Processo di approvazione
Nel luglio 2015 l’EMA ha approvato il vaccino, raccomandando il suo utilizzo in Africa sui neonati a rischio di contrarre la malaria. RTS,S è stato il primo vaccino al mondo a ricevere questa approvazione.
Secondo alcune ricerche preliminari, la somministrazione frazionata delle dosi aumentava l’efficacia del vaccino fino all’86%.
Il 17 novembre 2016 l’OMS ha annunciato l’avvio di alcuni progetti pilota per la somministrazione di RTS,S in tre paesi dell’Africa subsahariana; i ministeri della salute di Malawi, Ghana e Kenya hanno iniziato le vaccinazioni tra aprile e settembre 2019 e hanno somministrato 360mila dosi all’anno sui bambini residenti nelle aree più a rischio. In base ai risultati ottenuti, l’OMS ha valutato se raccomandare la somministrazione del vaccino su scala più ampia nel futuro. Durante il programma pilota coordinato dall’OMS si è valutato se, e in che misura, l'effetto protettivo che il vaccino ha dimostrato nel corso dei test clinici potesse essere replicato in situazioni reali; nello specifico, si è valutato se fosse concretamente possibile la somministrazione delle quattro dosi necessarie, quante vite potessero essere salvate e quanto fosse sicuro il vaccino nel lungo termine.
Nel 2021 è stato riportato che la combinazione del vaccino con altri farmaci antimalarici, se somministrati nella stagione in cui il rischio di ammalarsi è più elevato, può ridurre del 70% l’insorgenza di sintomi e i decessi.

### Finanziamenti
I finanziamenti più recenti allo sviluppo di RTS,S sono arrivati dalla “Iniziativa di Vaccinazione Antimalarica” promossa dall’organizzazione non profit PATH, dalla GSK e dalla Fondazione Bill & Melinda Gates.

## Composizione e meccanismo d'azione

Particella del vaccino RTS,S a proteine ricombinanti

Il vaccino RTS,S è basato su un peptide sviluppato per la prima volta da GSK nel 1986.
Il nome RTS deriva dai geni con cui è stato realizzato, provenienti dall'epitopo sequenziale (R) e da quello T-linfocitario (T) della proteina circumsporozoita del parassita Plasmodium falciparum nello stadio pre-eritrocitario, e dall’antigene di superficie dell'epatite B (S). La seconda S del nome è data dall’aggiunta di questo peptide ad ulteriore HBsAg per una maggiore purificazione; queste due componenti proteiche insieme si assemblano per creare particelle solubili simili a quelle dell’involucro esterno del virus dell’epatite B.
È stato poi aggiunto un adiuvante (AS01, nello specifico AS01E) per aumentare la risposta del sistema immunitario.
L’epitopo T-linfocitario della CSP subisce una O-fucosilazione nel Plasmodium falciparum e nel Plasmodium vivax, cosa che non accade nel vaccino RTS,S basato sul lievito.
Il vaccino previene l’infezione attivando l’immunità umorale e cellulare grazie a un alto titolo anticorpale che impedisce al parassita di infettare il fegato.